# Lady Dana
Lady Dana, pseudonimo di Dana van Dreven (Amsterdam, 8 luglio 1974), è una disc jockey e produttrice discografica olandese.

## Biografia
Nata ad Amsterdam l'8 luglio 1974, iniziò a suonare musica gabber nel 1993 e tramite questo dìvenne una dj (anche se diventarlo non era mai stata una sua intenzione) e oggi è la più famosa dj donna della scena hard dance olandese. Spesso è indicata come "Queen of Hardstyle" e all'interno del genere hardstyle Dana è molto nota perché una delle poche donne DJ ed è entrata nella classifica British Mixmag top 100, come dj hard dance, alla cinquantacinquesima posizione.
Nel 2002 ha aumentato ancora la sua fama con il suo remix del Sensation Anthem 2002.
Nel 2004 ottenuto la posizione 29 della famosa British Mixmag top 100. È stata anche 2 volte nominata per un premio TMF, il TMF come miglior cantante olandese e nel 2004 ha finalmente vinto il 4º posto.
Dal 2004 Dana ha la propria etichetta discografica Danamite.

## Album
- 2002: ID&T Presents Dana
- 2004: Dj Dana
- 2006: Just Dana
- 2008: Havido Dana